# Тейльсы
Тейльс (де) — дворянский род, происходящий из Голландии.
Вильгельм Тейльс (нидерл. Willem Theyls) служил при нидерландском посольстве в Турции, а в 1714—1718 гг. заведовал делами русской миссии. Его сын Антон (1689—1761), доктор медицины, с 1714 года состоял в русской службе; его сыновья:
- Иван Антонович (1747—1786) — доктор медицины[3].
- Антон Антонович (1733 — между 1811 и 1818) — вице-директор Московского университета[4]. Перевёл с французского «Известия, служащие к истории Карла XII, короля Шведского», написанные дедом, Вильгельмом Тейльсом[5]
- Игнатий Антонович (1744—1815) — был тверским губернатором, президентом камер-коллегии и сенатором[6].
- Андрей Антонович — московский губернский прокурор.
  - Наталья Андреевна — писательница.

Род внесён в родословные книги Калужской, Московской, Тверской и Тульской губерний.

## Описание герба
В щите, разделенном перпендикулярно надвое, в правой половине в голубом поле на волнующемся море изображен серебряный корабль с парусами. В левой половине в золотом поле чёрный коронованный орел стоит одною лапою на кусту, а другою держит ветвь с розою.
На щите дворянский коронованный шлем. Нашлемник: чёрный орел в короне. Намёт на щите голубой, подложенный золотоми серебром. Щитодержатели: два серебряных барана. Под щитом девиз: «Recte faciendo neminem timeas» (Гербовник, VI, 131).